# Eva Erler
Eva Erler (* 2. Oktober 1928 in Dresden) ist eine ehemalige deutsche Pädagogin, Journalistin und Redakteurin, die in der DDR ihre berufliche Tätigkeit ausübte. Von 1954 bis 1963 war sie zudem Kandidatin des Zentralkomitees der SED.

## Leben
Erler wurde im Oktober 1928 als Kind eines Plakatklebers und einer Hausfrau mit dem Namen Eva Grote in Dresden geboren. Sie absolvierte von 1935 bis 1943 die Volksschule in Bautzen und besuchte ab Mai 1943 bis März 1945 die Lehrerinnenbildungsanstalt in Bischofswerda. Nach Kriegsende wurde sie Mitglied des Antifa-Jugendausschusses in ihrer Heimatstadt Bautzen und zunächst Mitglied der wieder gegründeten SPD. Zwischen August 1945 und Mai 1946 war Erler als Jugendhelferin für den Rat der Stadt Bautzen tätig. Als Befürworterin der Vereinigung von KPD und SPD war sie ab April 1946, noch 17-jährig, bereits Mitglied der SED. Im Mai 1946 wurde sie wohl aufgrund ihrer Vorbildung auf einen Kurzlehrgang für Neulehrer geschickt, den sie im August 1946 beendete. Anschließend war sie bis Dezember 1948 als Neulehrerin im kleinen Oberlausitzer Dörfchen Weifa tätig. Während dieser Zeit gehörte Erler in Ostsachsen zu den Mitbegründern der Kinderlandbewegung, ein Vorläufer der 1948 gegründeten Pionierorganisation.
Wohl durch eine Schwangerschaft trat Erler erst 1950 wieder in den Schuldienst ein und bekam eine Stelle im nicht weit entfernten Putzkau. Parallel dazu nahm sie im selben Jahr ein Fernstudium für Deutsch und Geschichte an der damaligen PH Leipzig auf, welches sie 1953 als Fachlehrerin abschloss. Sie unterrichtete bis 1956 in der Oberlausitzer Gemeinde, wobei sie zuletzt sogar die Schule leitete. Allerdings hatte sich für Erler mittlerweile einiges geändert. 1954 war sie auf dem IV. Parteitag der SED mit gerade einmal 25 Jahren als Kandidatin in das ZK der SED gewählt worden. Sie gehörte zu einer Gruppe von jungen SED-Mitgliedern, die auf dem III. und IV. Parteitag noch in größerer Zahl in das ZK gewählt wurden. 1954 zählten dazu auch die gleichaltrigen Werner Felfe und Hans-Joachim Hertwig. Um auch politisch für ihre zukünftigen Parteifunktionen ausgebildet zu sein, wurde Erler 1956 zu einem dreijährigen Studium an die Parteihochschule „Karl Marx“ delegiert, welche sie 1959 mit dem Abschluss als Diplom-Gesellschaftswissenschaftlerin wieder verließ. Auf Grund ihrer Praxiserfahrung als Lehrerin wurde sie zudem mit Beginn des Studiums Vorsitzende der Schulkommission der SED-Bezirksleitung Berlin, in die sie nach ihrem Studienende als Sekretärin für Volksbildung zunächst kooptiert wurde. Im Rahmen dieser Tätigkeit war Erler an der Vorbereitung und Umsetzung des Gesetzes über die sozialistische Entwicklung des Schulwesens in der Deutschen Demokratischen Republik beteiligt, welches vor allem durch die Einführung der zehnklassigen Polytechnischen Oberschule gekennzeichnet war. Im Juni 1960 wurde Erler dann regulär auf der Berliner Bezirksdelegiertenkonferenz in das Büro der SED-Bezirksleitung Berlin gewählt. In der SED-Bezirksleitung blieb sie bis zum Februar 1963 tätig. Damit endete auch Erlers Parteikarriere, zuvor war sie bereits im Januar 1963 auf dem VI. SED-Parteitag nicht wieder in das Zentralkomitee gewählt worden.
Die damals 37-jährige wechselte nun zunächst in die Redaktion des SED-Zentralorgans Neues Deutschland, wo sie ob ihres fachlichen Hintergrundes vor allem zu Fragen der Volksbildung berichtete. 1966 wechselte sie als Redakteurin zum Kinder- und Jugendfernsehen der DDR und blieb dort bis 1970 tätig. Danach wechselte Erler wieder in ihren alten Beruf als Lehrerin. Zunächst arbeitete sie bis 1972 an der EOS Gerhart Hauptmann in Berlin-Friedrichshagen als Fachlehrerin, danach leitete sie die Bildungseinrichtung 10 Jahre bis zu ihrer Auflösung 1982 als Direktorin. Im Anschluss daran wirkte sie bis 1988 als Direktorin des Pädagogischen Kreiskabinetts in Berlin-Köpenick und ging anschließend in Altersrente.